# Pavel Avdotchenko
Pavel Avdotchenko (en biélorusse : Павел Авдоченко) est un joueur biélorusse de volley-ball né le 13 janvier 1990. Il mesure 2,04 m et joue attaquant.

## Clubs
| Club                   | De        | À         |
| ---------------------- | --------- | --------- |
| Stroitel Mińsk         |           | 2011-2012 |
| VK Chakhtior Salihorsk | 2012-2013 | ...       |

## Palmarès
- Championnat de Biélorussie (1)
  - Vainqueur : 2012
  - Finaliste : 2013